# جمهورية أفغانستان الإسلامية
جمهورية أفغانستان الإسلامية (بالفارسية: جمهوري اسلامي أفغانستان)؛ كانت جمهورية إسلامية تحكم أفغانستان ما بين عامي 2004 و2021. أنشئت بعد سقوط كابول في عام 2001 وانتهاء نظام حكم طالبان المتمثل بإمارة أفغانستان الإسلامية. انهارت الجمهورية بحكم الأمر الواقع بعد أن أعادت حركة طالبان سيطرتها على البلاد بعد أن أفضت حملتها العسكرية منذ صيف 2021 إلى تسلّم كابل في 15 أغسطس 2021 وإعلان إعادة قيام إمارة أفغانستان الإسلامية إثر الانسحاب الأمريكي من البلاد وهروب الحكومة الأفغانية وقواتها ومغادرة الرئيس الأفغاني الرابع عشر أشرف غني السلطة.
كانت الجمهورية عضوًا في الأمم المتحدة، ومنظمة التعاون الإسلامي، ورابطة جنوب آسيا للتعاون الاقليمي، ومجموعة ال77، ومنظمة التعاون الاقتصادي، وحركة عدم الانحياز.

## التاريخ
في ديسمبر 2001، بعد إسقاط حكومة طالبان، تشكلت الإدارة الأفغانية المؤقتة برئاسة حامد كرزاي. تأسست قوات المساعدة الدولية لإرساء الأمن في أفغانستان (إيساف) من قبل مجلس الأمن التابع للأمم المتحدة لمساعدة إدارة كرزاي وتأمين مستوى أساسي من الأمن. بحلول هذا الوقت، أي بعد عقدين من الحرب ومجاعة حادة، أصبحت معدلات وفيات الرضع والأطفال في أفغانستان من المعدلات الأعلى في العالم، ومتوسط العمر المتوقع الأدنى عالميًا، والكثير من الناس جياعًا، والبنى التحتية مدمرة. بدأ الكثير من المتبرعين الأجانب تقديم المساعدة لإعادة بناء الدولة التي دمرتها الحرب.
بدأت قوات طالبان في هذه الأثناء إعادة تنظيم مجموعاتها داخل باكستان، بينما دخلت المزيد من القوات الحليفة إلى أفغانستان للمساعدة في إعادة الإعمار. بدأت طالبان تمردًا لإعادة السيطرة على أفغانستان. خلال العقد التالي، شنت إيساف والقوات الأفغانية الكثير من الهجمات ضد طالبان، لكنها فشلت في هزمها بالكامل. بقيت أفغانستان واحدة من أفقر دول العالم بسبب قلة الاستثمارات الأجنبية والفساد الحكومي وتمرد طالبان. حاول كرزاي توحيد أهل الدولة واستطاعت الحكومة الأفغانية تأسيس بعض الهياكل الديمقراطية واعتنقت دستورًا في 2004 باسم جمهورية أفغانستان الإسلامية. ظهرت بعض المحاولات من دول متبرعة أجنبية لتحسين الاقتصاد والصحة والتعليم والنقل والزراعة في أفغانستان لإعادة إعمارها. بدأت قوات إيساف أيضًا تدريب قوات الحماية الوطنية الأفغانية. بعد 2002، أعيد نحو 5 ملايين مواطن أفغاني إلى بلدهم. وصل تعداد قوات الناتو المتواجدة في أفغانستان ذروته وبلغ نحو 140.000 في 2011، وتراجع إلى 16.000 في 2018.
في سبتمبر 2014 أصبح أشرف غني رئيس الدولة بعد انتخابات 2014 الرئاسية وكانت تلك المرة الأولى التي شهدت فيها أفغانستان انتقال السلطة بطريقة ديمقراطية. في 28 ديسمبر 2014، أنهى الناتو بشكل رسمي العمليات القتالية إيساف في أفغانستان ونقل مسؤوليات الحماية بالكامل إلى الحكومة الأفغانية. وتشكلت مهمة الدعم الحازم بقيادة الناتو في اليوم نفسه لتصبح بديلًا لإيساف.
بقي الآلاف من قوات الناتو في البلاد لتدريب القوات الأفغانية الحكومية وإرشادها ومتابعة القتال ضد طالبان. قُدّر في 2015 أن «نحو 147,000 قتلوا في حرب أفغانستان منذ 2001. أكثر من 38,000 منهم من المدنيين». توصل تقرير بعنوان بودي كاونت (إحصاء الجثث) إلى أن 106,000-170,000 من المدنيين قتلوا نتيجة للقتال في أفغانستان بيد أطراف النزاع.

### الانهيار

#### عودة طالبان في 2021
في 14 أبريل 2021 قال الجنرال ينس ستولتنبرغ أن التحالف وافق على بدء سحب قواته من أفغانستان بدءًا من 1 مايو. بعد بدء انسحاب قوات الناتو بقليل، أطلقت طالبان هجومًا ضد الحكومة الأفغانية، وتقدمت بسرعة أمام قوات الحكومة الأفغانية المنهارة. في يونيو 2021، توقع تقرير استخباراتي أمريكي أن الحكومة الأفغانية ستنهار خلال ستة أشهر بعد إتمام انسحاب قوات الناتو من البلاد. تبين أن التقرير توقع الأفضل: بحلول الأسبوع الثاني من أغسطس، سقطت معظم عواصم المقاطعات الأفغانية في يد طالبان وكان الجيش الوطني الأفغاني في ارتباك شديد وخسر الأراضي في كل الجبهات. أدت خسارة مزار شريف وجلال آباد في 14 و15 أغسطس على التوالي إلى فقدان الحكومة الأفغانية أي فرصة لإيقاف تقدم طالبان.

#### سقوط كابل
في 15 أغسطس 2021، دخلت قوات طالبان المدينة العاصمة كابل، وواجهت مقاومة محدودة خلال ذلك. قالت التقارير إن الرئيس الأفغاني أشرف غني غادر البلاد، هاربًا إلى طاجكستان أو أوزبكستان؛ وأبلغ أيضًا أن رئيس مجلس الشعب مير رحمن رحماني غادر أيضًا إلى باكستان. بعد هروب غني، تركت القوات الموالية مواقعها وحُلّ الجيش الأفغاني بحكم الأمر الواقع.
في مساء 15 أغسطس، احتلت طالبان القصر الرئاسي، وأنزلت العلم الجمهوري الأفغاني ورفعت علمها على القصر. في 19 أغسطس 2021، أعلنت طالبان استعادة إمارة أفغانستان الإسلامية.
في 17 أغسطس 2021، قابل غلبدين حكمتيار، قائد الحزب الإسلامي التابع لطالبان، حامد كرزاي، الرئيس السابق لأفغانستان وعبد الله عبد الله، رئيس المجلس الأعلى للتصالح الوطني والرئيس التنفيذي السابق في الدوحة في محاولة لتشكيل حكومة. قال الرئيس غني بعد أن استقر في الإمارات العربية المتحدة إنه يدعم هذه المفاوضات.

#### جبهة المقاومة الوطنية
في 17 أغسطس 2021، نشر نائب الرئيس في جمهورية أفغانستان الإسلامية السابق أمر الله صالح على موقع تويتر قوله إنه بقي في البلاد وتولى مسؤوليات الرئيس القائم بالأعمال في غياب الرئيس غني مستشهدًا بالدستور الأفغاني باعتباره أساس ما يقول. اتخذت حكومة صالح في وادي بنجشير مركزًا لها، وجعلت مدينة بازرك عاصمة مؤقتة، وهي واحدة من المناطق القليلة التي بقيت في حوزة الجمهورية الإسلامية وضمّت بسم الله خان محمدي بصفة وزير دفاع وأحمد مسعود وهو ابن أحمد شاه مسعود. في 6 سبتمبر، بعد قتال عنيف نتجت عنه خسارات في الطرفين، زعمت طالبان السيطرة على بنجشير كاملة، ورُفع علم طالبان في مكتب الحاكم في بازرك. تراجعت القوات المتبقية من جبهة المقاومة الوطنية إلى الجبال وفقًا للتقارير.

## الحكم
تألفت حكومة جمهورية أفغانستان الإسلامية من ثلاثة أفرع، التنفيذي والتشريعي والقضائي. رئيس الدولة والحكومة هو رئيس أفغانستان. الجمعية الوطنية هي الهيئة التشريعية وهي برلمان من مجلسين، مجلس الشعب ومجلس الشيوخ. المحكمة العليا بقيادة القاضي الأعلى سعيد يوسف حليم، نائب وزير العدل للشؤون القانونية السابق.
وفقًا لمنظمة الشفافية الدولية، بقيت أفغانستان واحدة من أكثر الدول فسادًا. أظهر تقرير نُشر في يناير 2021 صدر من مكتب الأمم المتحدة المعني بالمخدرات والجريمة أن الرشوة تستهلك ما نسبته 23% من الناتج الإجمالي المحلي للدولة. كان الفساد متوطنًا في الصفوف العليا من الحكم: في أغسطس 2021، كُشف أن قيادة بنك كابل الجديد وحفنة من النخبة السياسية، منهم وزراء في الدولة، اختلسوا نحو مليار دولار من خلال برامج قروض احتيالية.
في 17 مايو 2020، توصل الرئيس أشرف غني إلى صفقة لتشارك السلطة مع منافسه في الانتخابات الرئاسية عبد الله عبد الله، اتفق الطرفان من خلالها على تسمية وزراء الوزارات المهمة. أنهت الاتفاقية مأزقًا سياسيًا دام أشهرًا. اتُفق على أن يشرف عبد الله على عملية السلام مع طالبان بينما يقود غني أفغانستان بصفته رئيس الدولة.
أظهرت تقارير في 25 أغسطس أن مجلسًا مؤلفًا من 12 عضوًا سيتشكل لحكم أفغانستان. ووفقًا للتقارير، 7 من هؤلاء الأعضاء حظوا بالموافقة: حكمتيار، كرزاي، عبد الله، عبد الغني برادر، محمد يعقوب، خليل حقاني، حنيف أتمر.

## وصلات خارجية
- Afghanistan. كتاب حقائق العالم. وكالة المخابرات المركزية.
- جمهورية أفغانستان الإسلامية - GovPubs, جامعة كولورادو بولدر
- جمهورية أفغانستان الإسلامية على مشروع الدليل المفتوح
- أطلس ويكيميديا حول Afghanistan